# Horisme leprosa
Horisme leprosa är en fjärilsart som beskrevs av George Francis Hampson 1891. Horisme leprosa ingår i släktet Horisme och familjen mätare. Inga underarter finns listade i Catalogue of Life.